# Im Seong-gu
Im Seong-gu (coreano: 임성구지) fue una persona intersexual coreana nacida en el siglo XVI durante la Dinastía Joseon, como queda reflejado en los Anales de Joseon. 

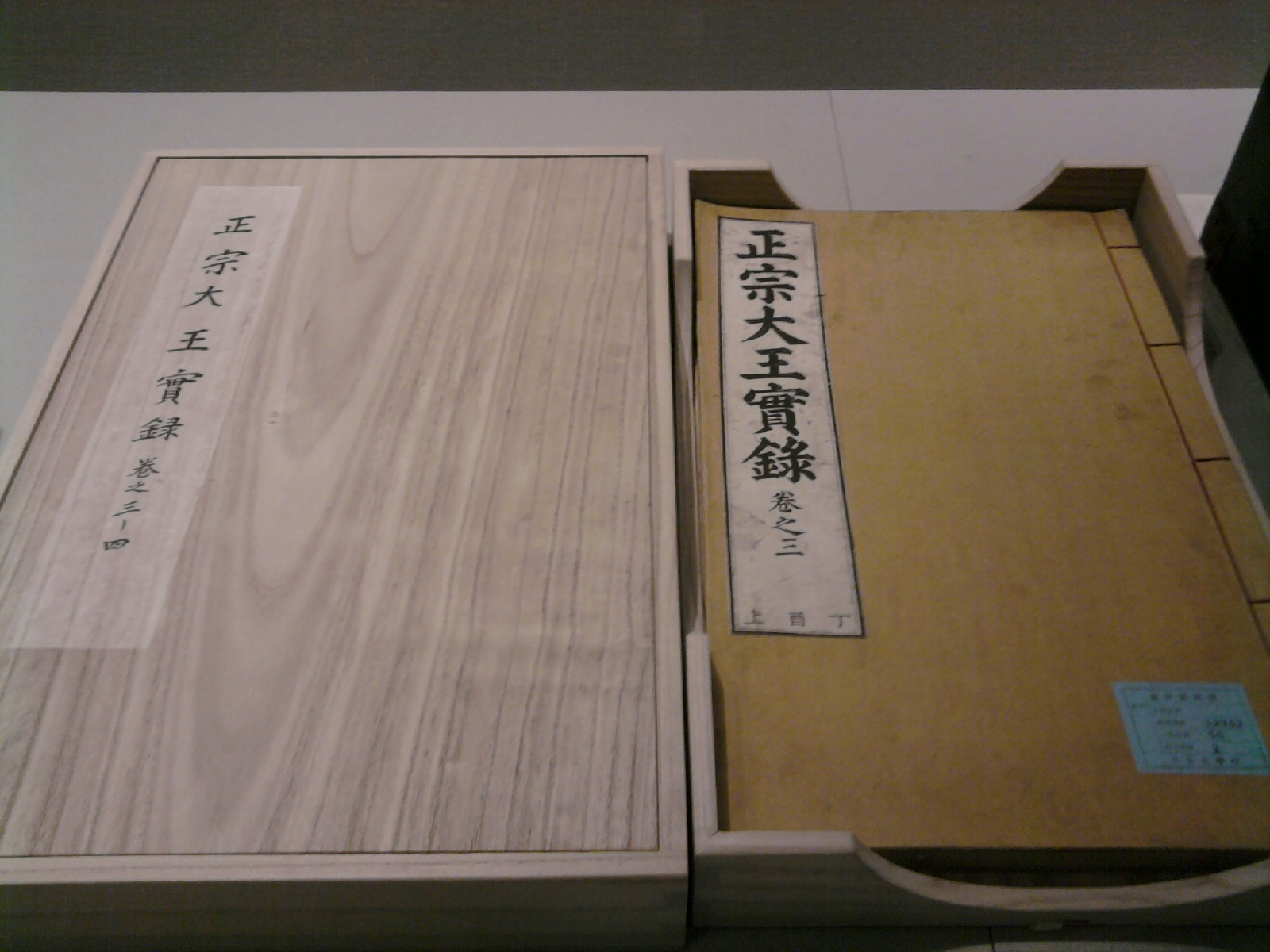
Anales de Joseon, imagen de la Universidad Nacional de Seúl

No es el único caso del que se habla en este libro (Sa Bangji).

## Biografía
Poco se sabe de dónde y cuándo nació, en estos anales aparece como un “hombre de Gilju” que se casa con un hombre y una mujer. Por lo que luego se ha especulado que fuera un caso de bisexualidad.
En 1548 se le acusa de degradar a la sociedad y se le condena al exilio. La organización política de la oposición pedía la pena de muerte, pero el rey Myeongjong la rechaza declarando que el exilio es suficiente.